# Roadrunner Records
Roadrunner Records er et amerikansk pladeselskab, der fokuserer på rock- og metalgrupper. Pladeselskabet blev oprindeligt stiftet i Holland i 1980 under navnet Roadracer Records.
Selskabets første opgave var at importere metalmusik fra Nordamerika til Europa. I 1996 åbnede de deres hovedkontor i New York, og senere kontorer i både England, Tyskland, Frankrig, Japan og Australien. Roadrunner Records indgår i dag i Warner Music Group.
Roadrunners tidlige succes inkluderer deres albumudgivelser fra King Diamond og Annihilator. Førstnævnte var endda også deres første kunde på Billboard 200. Pladeselskabet stod også for at udgive Metallicas første albummer i Skandinavien.
I 2000 modtog Slipknot som Roadrunners første artist platin.

## Eksempler på Roadrunnergrupper
- Theory of a Deadman
- Cradle of Filth
- DevilDriver
- DragonForce
- Dream Theater
- Killswitch Engage
- KoЯn
- Lenny Kravitz
- Machine Head
- Megadeth
- Nickelback
- Nightwish
- Opeth
- Slipknot
- Sepultura
- Soulfly
- Still Remains
- Stone Sour
- Trivium
- Within Temptation